# Masacre de Netiv Haasara
La masacre de Netiv Haasara ocurrió durante el ataque de Hamás a Israel el 7 de octubre de 2023. Tres milicianos de Hamás usando parapentes motorizados atacaron Netiv Haasara, un moshav israelí cercano a la valla fronteriza. Los atacantes asesinaron a diecisiete personas, incluidos guardias de seguridad y numerosos civiles, algunos de ellos miembros de una misma familia. Antes de la masacre, el moshav tenía aproximadamente 900 residentes.

## Antecedentes
Netiv Haasara albergaba una población de 900 habitantes. Tras la retirada israelí de Gaza en 2005, Netiv Haasara se convirtió en la comunidad israelí más cercana a la Franja de Gaza, ubicada a 100 metros de las localidades palestinas de Beit Lahia y Beit Hanun. Los residentes de Netiv Haasara afirmaban haber visto a militantes de Hamás entrenando.

## Ataque
Como parte del ataque de Hamás a Israel en la mañana del 7 de octubre de 2023, tres milicianos de Hamás se infiltraron en Netiv Haasara en parapentes motorizados. Cada uno de ellos aterrizó en un lugar distinto del moshav y desarrolló el ataque de manera independiente. A la hora de la invasión, muchos residentes se habían refugiado en las habitaciones seguras de sus casas tras el bombardeo inicial con cohetes a las 6:30 a. m., hora local. Durante las primeras dos horas de la invasión, los residentes no sabían que militantes de Hamás habían ingresado en territorio israelí debido a la falta de electricidad y acceso a Internet. Algunos quedaron atrapados en habitaciones seguras sin suministro eléctrico.
Según la investigación oficial del ejército israelí, la mayor parte de los veinticinco guardias de seguridad del moshav se quedaron en sus casas y no salieron a enfrentarse a los milicianos. Tan solo media hora después de que se iniciase el ataque, ocho soldados israelíes llegaron a la comunidad. Sin embargo, fueron unos cuantos guardias de seguridad los que se enfrentaron a los tres milicianos en una serie de encuentros en los que murieron un guardia y un miliciano. Los otros dos comandos palestinos huyeron a la Franja de Gaza poco después. Después de al menos seis horas de enfrentamientos entre los residentes y los atacantes de Hamás, las Fuerzas de Defensa de Israel llegaron al moshav. Horas después, otros siete milicianos palestinos que no pertenecían a Hamás ni a la Yihad Islámica se infiltraron en el moshav: cuatro fueron capturados y los otros tres lograron retirarse a Gaza.
En total, el ataque se saldó con la muerte de diecisiete residentes israelíes del moshav y de un atacante palestino, además de la captura de cuatro milicianos palestinos más.

## Secuelas
Las víctimas del ataque son conmemoradas con un jardín que incluye una bandera de Israel rodeada por veinte olivos. El 6 de agosto de 2024, las Fuerzas de Defensa de Israel (FDI) anunciaron que habían descubierto los restos de Bilha Yinon, la última residente que figuraba como desaparecida. Los restos consistían en un par de dientes y «otras pruebas circunstanciales». Yinon era la madre de Maoz Inon, un activista israelí por la paz.
Los supervivientes han criticado al gobierno israelí por no haber prevenido el ataque y por el tiempo que tardaron las FDI en responder. Desde la masacre, la mayoría de los residentes han sido desplazados de Netiv Haasara; para octubre de 2024, solo unas 100 personas seguían viviendo en el moshav. En septiembre de 2024, las FDI informaron que habían eliminado al comandante de Hamás que lideró el ataque.